# John Bale (théologien)
Pour les articles homonymes, voir Bale.
Cet article concerne le théologien. Pour le joueur de baseball, voir John Bale (baseball).
John Bale, Baleus, ancien carme devenu théologien protestant dans les années 1530, est né le 21 novembre 1495 à Cove (Suffolk) et mort avant le 26 novembre 1563, vraisemblablement à Canterbury où il est inhumé.

## Biographie
À l’âge de 12 ans, il rejoint les frères Carmes de Norwich. Il est élu prieur de la province en 1533. Il en sera le dernier prieur élu. 
Nommé évêque d’Ossory, titre épiscopal tirant son nom de l'ancien royaume d'Ossory ou Osraige (en) dans la province de Leinster, par Édouard VI d’Angleterre en 1553, il doit se réfugier à Bâle à l’avènement de Marie Ire. Revenu sous Élisabeth, il est protégé des catholiques par le comte d'Essex. Ne retournant pas dans son évêché, il obtient une prébende à la cathédrale de Canterbury. Il se marie vers 1536 avec Dorothy, une veuve mère d'un adolescent

## Œuvres
John Bale a écrit quelques pièces de théâtre semblables aux mystères religieux du Moyen Âge, mais orientées vers la polémique, ou la satire, contre l'Église romaine, qu'il avait quittée pendant la Réforme. Il a écrit aussi une pièce ayant pour sujet le roi Jean d'Angleterre, Kynge Johan, en anglais et en vers, produite en 1538, probablement le premier drame historique en anglais. 
Son "Sommaire des écrivains d'Angleterre" (Illustrium Maioris Britanniae scriptorum), publié en 1548 à Ipswich par John Overton, et à Wesel par Derick van der Straten en 1549, contient des informations tout à fait uniques. il compile un résumé des écrivains célèbres de Grande-Bretagne sur cinq siècles. Une autre édition, presque entièrement réécrite et contenant quatorze siècles, fut imprimée à Bâle en 1557 par Jean Oporin sous le titre Scriptorum illustrium Maioris Brytanniae, quam nunc Angliam & Scotiam vocant, catalogus en 1557, complétée par une dernière partie en 1559.
On a de lui :
- un Sommaire des écrivains de la Grande-Bretagne, en latin (Illustrium majoris Britanniae scriptorum...summarium), 1549,
- des pièces de théâtre sur des sujets sacrés, en anglais, 1538,
- Les vies des évesques et papes de Rome (extraites de son livre sur les écrivains britanniques), Genève, par Conrad Badius, 1561, en ligne.